# Телемя
Телемя — білий сир з кремовою текстурою, виготовлений з коров'ячого або овечого молока, який виробляється в Румунії. Сир може мати різний вміст води, що робить його або напівм'який, або вершковим. Має приємний, злегка солодкуватий, кислий і солоний смак, який стає яскравіше вираженим, коли сир дозріває. Його використовують як столовий сир для закусок, салатів, різних страв (наприклад, омлетів, млинців, пирогів). Для виробництва телемеа сичужну витяжку додають в молоко. Найчастіше використовується коров'яче й овече молоко, рідше козяче або буйволяче. Отриманий в результаті сир поміщається в марлю під прес, а потім розрізається на квадратні шматки. Потім сир витримується в розсолі кілька тижнів.

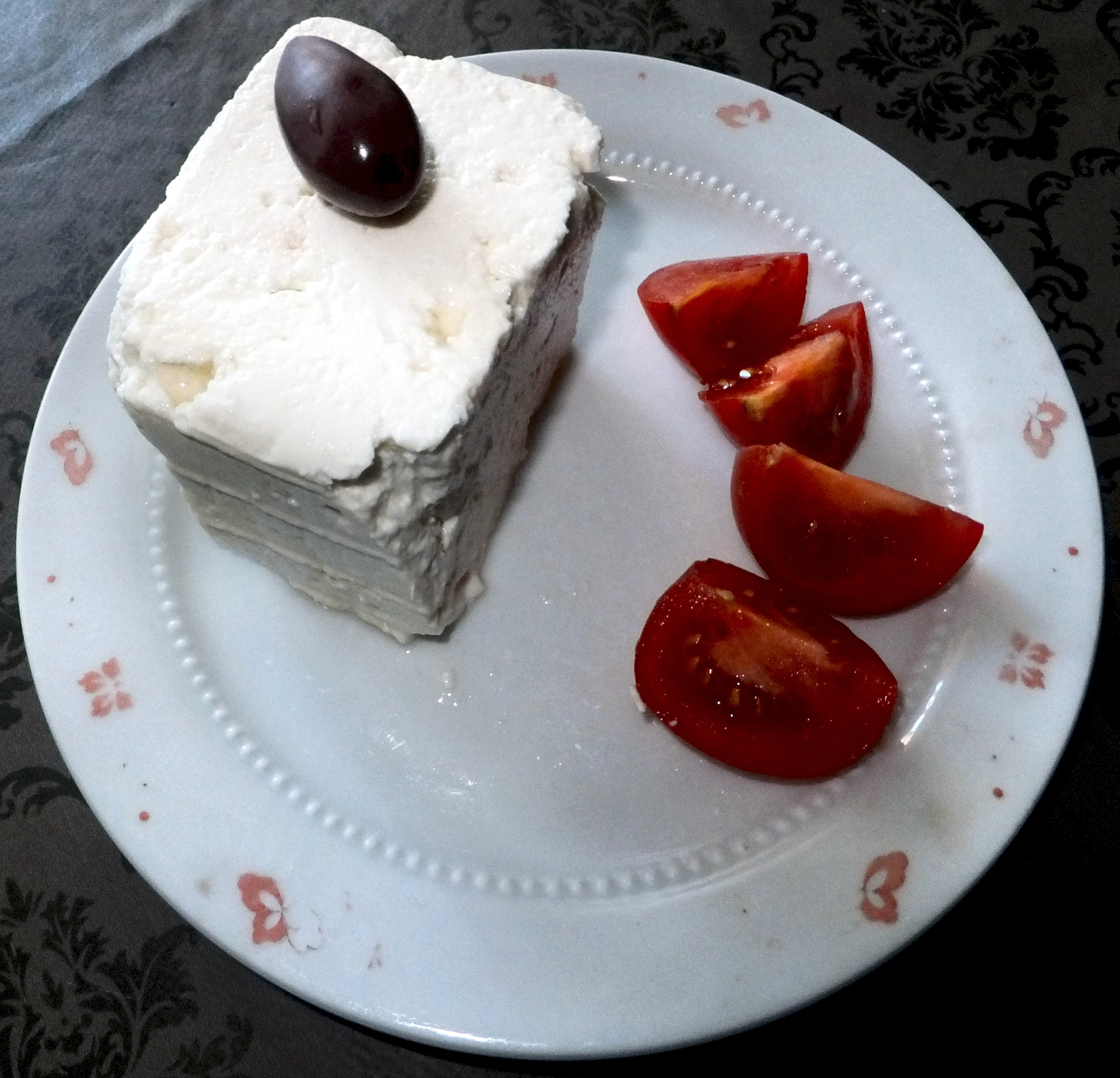
Телемя з томатами

Телемя має PDO (Захищене найменування місця походження) продукту з Румунії.